# Ясиевич, Владимир Евгеньевич
Влади́мир Евге́ньевич Ясие́вич (6 июня 1929, Коростень, Житомирская область, Украинская ССР, СССР — 13 декабря 1992, Киев) — украинский советский архитектуровед, специалист в области теории и истории архитектуры Украины рубежа XIX-XX веков, истории строительной техники, главный научный сотрудник НИИТИАГ, доктор архитектуры (1983).

## Биография
В 1954 году окончил архитектурный факультет Киевского инженерно-строительного института.

С 1954 года — в Институте теории, истории и перспективных проблем советской архитектуры (Киев).

В 1957—1961 годах — заведующий отделом Музея архитектуры Академии строительства и архитектуры УССР.
С 1977 года — заведующий сектором научно-технических проблем архитектуры, одновременно (1959—1965) преподавал в Полиграфическом институте имени Ивана Фёдорова историю архитектуры.
Основные научные труды — по теории и истории архитектуры и строительства, проблеме взаимосвязи конструкции, материала и формы в архитектуры, проблеме стиля.
Кандидатская диссертация: «История железобетонного строительства на Украине (с конца XIX по начало XX вв.)» (Киев, 1963), докторская: «Архитектура Украины конца XIX — начала XX века (Основные тенденции и особенности)» (Москва, 1981).
Умер 13 декабря 1992 года в городе Киев. Похоронен на Байковом кладбище в семейной могиле (недалеко от могилы Леси Украинки). Некролог был опубликован в газете «Вечерний Киев» 18 декабря 1992 года.

## Основные книги и статьи
- Ясиевич В. Е. История железобетонного строительства на Украине (с конца XIX по начало XX вв.): Автореф. дис. … канд. архитектуры. — К., 1963[1].
- Ясієвич В. Є. Київський зодчий П. Ф. Альошин. — К.: Будівельник, 1966. — 66 с.: ил.[1].
- Ясієвич В. Е. Про стиль і моду: Архітектура, меблі, одяг. — К.: Мистецтво, 1968. — 166 с.: іл. (акварелі Юрія Химича)
- Ясиевич В. Е. Павел Алешин // Советская архитектура. — М., 1969. — Вып. 18.
- Ясієвич В. Є. Конструкція і форма в архітектурі (З досвіду панельного і каркасно-панельного будівництва в УРСР). — К.: Будівельник, 1971. — 76 с.: іл.
- Ясієвич В. Є. Конструктивні системи житла майбутнього. — К.: Будівельник, 1974. — 72 с.: іл.
- Ясиевич В. Е. У истоков архитектуры XX века // Стр-во и архитектура. — 1975. — № 10. — С. 28-36.
- Ясиевич В. Е. От модерна к конструктивизму // Стр-во и архитектура. — 1976. — № 11. — С. 27-31[1].
- Ясиевич В. Е. Памятники архитектуры XIX — начала XX века в городской среде // Стр-во и архитектура. — 1978. — № 11. — С. 21-25[1].
- Ясиевич В. Е. О генезисе модерна в архитектуре Украины // Проблемы истории архитектуры Украины: Сб. тр. КиевНИИТИ. — К., 1980. — С. 67-72[1].
- Ясиевич В. Е. О генезисе модерна на Украине: [А. Н. Бекетов] // Исследование и охрана архитектурного наследия Украины: Сборник / КиевНИИТИ. — К., 1980. — С. 46-53.
- Ясиевич В. Е. Архитектура Украины конца XIX — начала XX века (Основные тенденции и особенности): Автореф. дис. …. д-ра архитектуры. — М, 1981[1].
- Ясиевич В. Е. Творческое кредо зодчего: К 100-летию со дня рождения П. Ф. Алешина // Стр-во и архитектура. — 1981. — № 3.
- Ясиевич В. Е. Бетон и железобетон в архитектуре. — М.: Стройиздат, 1981. — 188 с.: ил.[1].
- Ясиевич В. Е. Творчество киевского городского архитектора В. Н. Николаева // Стр-во и архитектура. — 1982. — № 11. — С.28-29.
- Ясиевич В. Е. В поисках национального и регионального своеобразия // Стр-во и архитектура. — 1984. — № 2. — C. 26-29[1].
- Ясієвич В. Є. Особливості розвитку архітектурно-будівельної науки й освіти на Україні в XIX і на початку XX ст. // Нариси з історії природознавства і техніки. — К., 1984. — Вип. 30. — С. 66-71[1].
- Выдающиеся ученые инженеры-строители Украины / В. Е. Ясиевич, С. Б. Дехтяр, С. А. Сухоруков. — К.: Будівельник, 1986. — 110.: ил.
- Ясиевич В. Е. Архитектура Украины периода капитализма и империализма (1840—1917 гг.) // Памятники архитектуры Украины: Новые исследования (Материалы к «Своду памятников истории и культуры народов СССР по Украинской ССР»). — К., 1986. — С. 66-102[1].
- Ясиевич В. Е. Архитектура Украины на рубеже XIX—XX веков. — К.: Будивельник, 1988. — 184 с.: ил[1]. — ISBN 5-7705-0088-3 : 3-60
- Развитие строительной науки и техники в Украинской ССР: В 3-х т. — К.: Наук. думка, 1989. — Т. 1: Строительная наука и техника на Украине с древнейших времён до 1917 г. / Отв. ред. В. Е. Ясиевич. — 328 с.: ил. — ISBN 5-12-009350-7 : 31.76 р.
- Ясієвич В. Є. Модерн на Україні // Кур'єр ЮНЕСКО. — 1990. — Жовтень. — С. 42-45[1].
- Жилая среда и заводское домостроение / Под общ. ред. В. Е. Ясиевича и С. А. Дехтяра. — К.: Будивэльнык, 1991. — 152 с.: ил.
- Ясієвич В. Є. Василь Кричевський — співець українського народного стилю // Українське мистецтвознавство: Міжвідом. зб. наук. пр. ІМФЕ ім. М. Т. Рильського АН України / Редкол.: О. Г. Костюк (відп. ред.), П. О. Білецький, А. Вирста та ін. — К., 1993. — Вип. 1. — С. 117—126[1].